# Tuulikki Pyykkönen
Sisko Tuulikki Pyykkönen (Puolanka, 25 novembre 1963) è un'ex fondista finlandese.

## Biografia
In Coppa del Mondo ottenne il primo risultato di rilievo il 16 febbraio 1987 a Oberstdorf (12ª) e il primo podio il 9 dicembre 1989 a Salt Lake City (2ª).
In carriera prese parte a quattro edizioni dei Giochi olimpici invernali, Calgary 1988 (12ª nella 5 km, 29ª nella 10 km), Albertville 1992 (29ª nella 5 km, 33ª nell'inseguimento), Lillehammer 1994 (18ª nella 5 km) e Nagano 1998 (17ª nella 5 km, 12ª nella 15 km, 7ª nella staffetta), e a sei dei Campionati mondiali, vincendo una medaglia.

## Palmarès

### Mondiali
- 1 medaglia:
  - 1 bronzo (staffetta[1] a Trondheim 1997)

### Coppa del Mondo
- Miglior piazzamento in classifica generale: 10ª nel 1990
- 2 podi (1 individuale, 1 a squadre[2])[3]:
  - 1 secondo posto (individuale)
  - 1 terzo posto (a squadre)